# پیشین‌پینه‌پا
پیشین‌پینه‌پا (نام علمی: Protylopus) نام یک سرده از زیرراسته پینه‌پایان است.